# Vanssay Point
Vanssay Point är en udde i Antarktis. Den ligger i Västantarktis. Argentina, Chile och Storbritannien gör anspråk på området.
Terrängen inåt land är kuperad åt sydost, men åt nordväst är den platt. Havet är nära Vanssay Point åt nordväst. Trakten är obefolkad. Det finns inga samhällen i närheten. 